# وزارة قطاع الأعمال العام (مصر)
وزارة قطاع الأعمال العام هي الوزارة المسؤولة عن شركات قطاع الأعمال العام في جمهورية مصر العربية وتحولت تبعية شركاتها إلى وزارة الاستثمار إلى أن تم فصل وزارة قطاع الأعمال العام عن وزارة الاستثمار في 23 مارس 2016 بالتعديل الوزاري لحكومة شريف إسماعيل.

## الجهات التابعة
- الشركة القابضة للتشييد والتعمير
- الشركة القابضة للسياحة والفنادق والتجارة
- الشركة القابضة للغزل والنسيج
- الشركة القابضة للصناعات الكيماوية
- الشركة القابضة للصناعات المعدنية
- الشركة القابضة للأدوية والكيماويات والمستلزمات الطبية
- مركز معلومات قطاع الأعمال العام.[2]
- مركز إعداد القادة لإدارة الأعمال.[3]

## الوزراء
- محمد شيمي (3 يوليو 2024 - الآن).
- محمود عصمت.
- هشام أنور توفيق.
- خالد بدوي.
- أشرف الشرقاوي.
- مختار خطاب.
- عاطف عبيد.

## وصلات خارجية
- الموقع الرسمي